# هربرت روبرتس
هربرت روبرتس (بالإنجليزية: Herbert Roberts)‏ هو لاعب كرة قدم أسترالية أسترالي، ولد في 4 ديسمبر 1890 في بنديجو في أستراليا، وتوفي في 17 سبتمبر 1974 في Prahran ‏ في أستراليا.

## وصلات خارجية
- هربرت روبرتس على موقع AustralianFootball.com (الإنجليزية)
- هربرت روبرتس على موقع AFLtables.com (الإنجليزية)